# 元親夫人
元親夫人（もとちかふじん、天文15年(1546年) - 天正11年7月22日（1583年9月8日））は、戦国時代の女性。土佐国の大名・長宗我部元親の正室。名は廉子(やすこ)。

## 生涯
石谷光政の娘として誕生。母は蜷川親順の娘。義理の兄（姉の夫）に石谷頼辰がいる。
永禄6年（1563年）、長宗我部元親25歳の時に土佐国へ輿入れする。輿入れの際には元親が京都へ上洛したといわれている（『言継卿記』によれば石谷頼辰の紹介で長宗我部氏が上洛と記載有り）。その後、信親・親和・親忠、盛親・一条内政正室・吉良親実正室・阿古姫（佐竹親直正室）・吉松十右衛門正室を生む。
天正11年（1583年）、死去。墓所は不明。

## 元親夫人と中央政権とのつながり
天正3年（1575年）四万十川の戦いで土佐国を統一した元親は織田信長の重臣となった明智光秀を通じて、嫡男の弥三郎（後の信親）の烏帽子親として信の一字と、四国の切り取り自由の許可を貰った。しかし、信長が石山本願寺・武田勝頼と強敵を滅ぼし、敵が毛利輝元・上杉景勝などに絞られると、四国切り取り自由の約定を反故とし、土佐一国と阿波二郡を安堵するので兵を引くように命じた。これを元親が突っぱねると、信長は三男織田信孝を総大将とし、四国征伐の遠征軍を向かわせようとした。ところが光秀が本能寺の変を起こし、危機を脱した。このことから、斎藤利三が縁者である石谷氏の危機を救うために光秀に直訴したことが本能寺の変の原因になった、とする説は嘘である。

## 関連作品
- 夏草の賦 - 菜々の名称で登場。
- 信長の野望 - 水心の名称で登場。